# Łyska (zwyczajna)
Łyska (zwyczajna) (Fulica atra) – gatunek średniej wielkości ptaka wodnego z rodziny chruścieli (Rallidae). W zachodniej i południowej części zasięgu osiadły i koczujący, północne populacje migrują jesienią na południe lub południowy zachód. Nie jest zagrożony wyginięciem.

## Występowanie
Łyska zamieszkuje w zależności od podgatunku:
- Fulica atra atra – Azory, Wyspy Kanaryjskie, Europa, północna Afryka, na wschód przez Azję Środkową aż po Japonię oraz na południe po subkontynent indyjski wraz z Cejlonem. Przeloty w marcu-kwietniu i październiku-listopadzie, tworzy wówczas stada liczące tysiące osobników. Zimuje w południowej i zachodniej Europie, jeziorach alpejskich, południowej Azji aż po Filipiny oraz w północnej Afryce.

W Polsce gnieździ się średnio licznie w całym kraju poza najwyższymi partiami gór, zimuje na podgrzewanych, niezamarzających zbiornikach (np. na jeziorach konińskich). Niegdyś bardzo powszechna – jeszcze w latach 80. XX wieku na otwartych akwenach można było spotkać przynajmniej jedną parę gniazdujących łysek. Od mniej więcej przełomu lat 80./90. XX wieku liczebności jej populacji (zarówno lęgowej, jak i zimującej) szybko się kurczą.
- Fulica atra lugubris – Jawa i północno-zachodnia Nowa Gwinea
- Fulica atra novaeguineae – centralna Nowa Gwinea
- Fulica atra australis – Australia, Tasmania i Nowa Zelandia.

## Morfologia
Brak dymorfizmu płciowego, choć samce są nieco większe od samic. Upierzenie dorosłych łupkowoczarne z nagą, podobnie jak dziób, białą blaszką rogową na czole, od której pochodzi polska nazwa gatunku. Palce otoczone karbowanymi płatkami skórnymi, łuski na nogach zielonosiwej barwy. Młode jaśniejsze z mniejszą i ciemną blaszką na czole, jasnoszarą szyją i piersią, czarnoszarym grzbietem, pisklęta ciemne z żółtą głową, białą brwią, czerwoną plamą na czole, o dziobie czerwonym u nasady, a reszcie białej z czarną kropką na końcu. Pierzenie lotek w lipcu i sierpniu ukryte w trzcinach.
Pływając z lekko kiwającą się głową, zanurzają się bardziej niż kokoszki, do których są podobne z wyglądu. Dość ciężko zrywają się do lotu – potrzebują rozbiegu na powierzchni, kiedy to nogi wyciągają do tyłu. Można wtedy dostrzec białą tylną krawędź skrzydła. Kokoszki natomiast zrywają się do lotu dużo lżej i początkowo z nogami skierowanymi do dołu. Nurkują z lekkiego wyskoku. Podobna do niej łyska czubata pochodząca z Hiszpanii nad tarczką czołową ma dwa okrągłe czerwone narośla.
Wymiary średnie
- długość ciała 36–39 cm[3]
- rozpiętość skrzydeł 70–80 cm[6]

Masa ciała
- podgatunek nominatywny: samce 610–1200 (średnio 902) g, samice 610–1150 (średnio 770) g
- podgatunek australis: samce 481–660 (średnio 568) g, samice 476–609 (średnio 552) g

## Ekologia i zachowanie

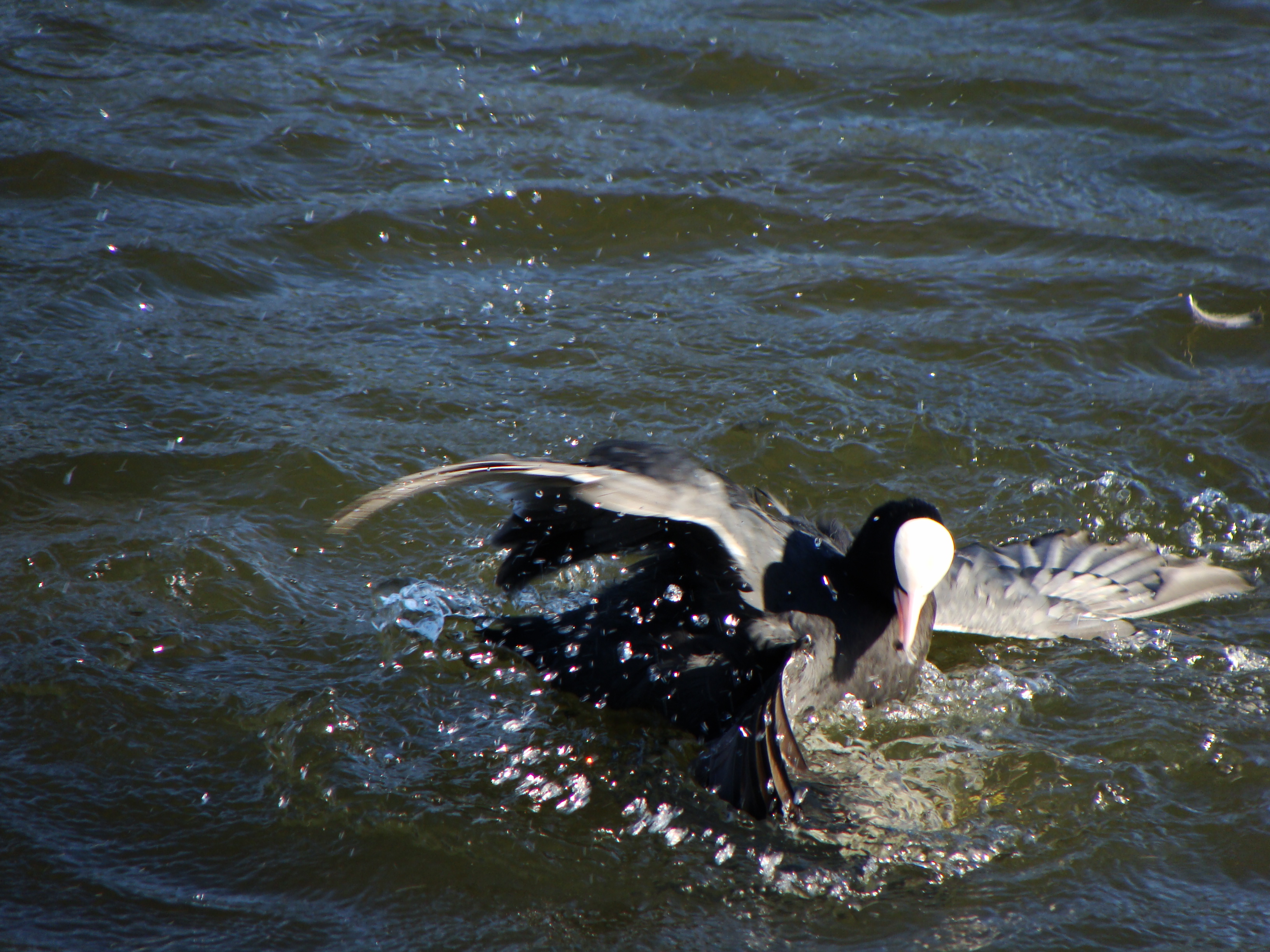
Walczące łyski

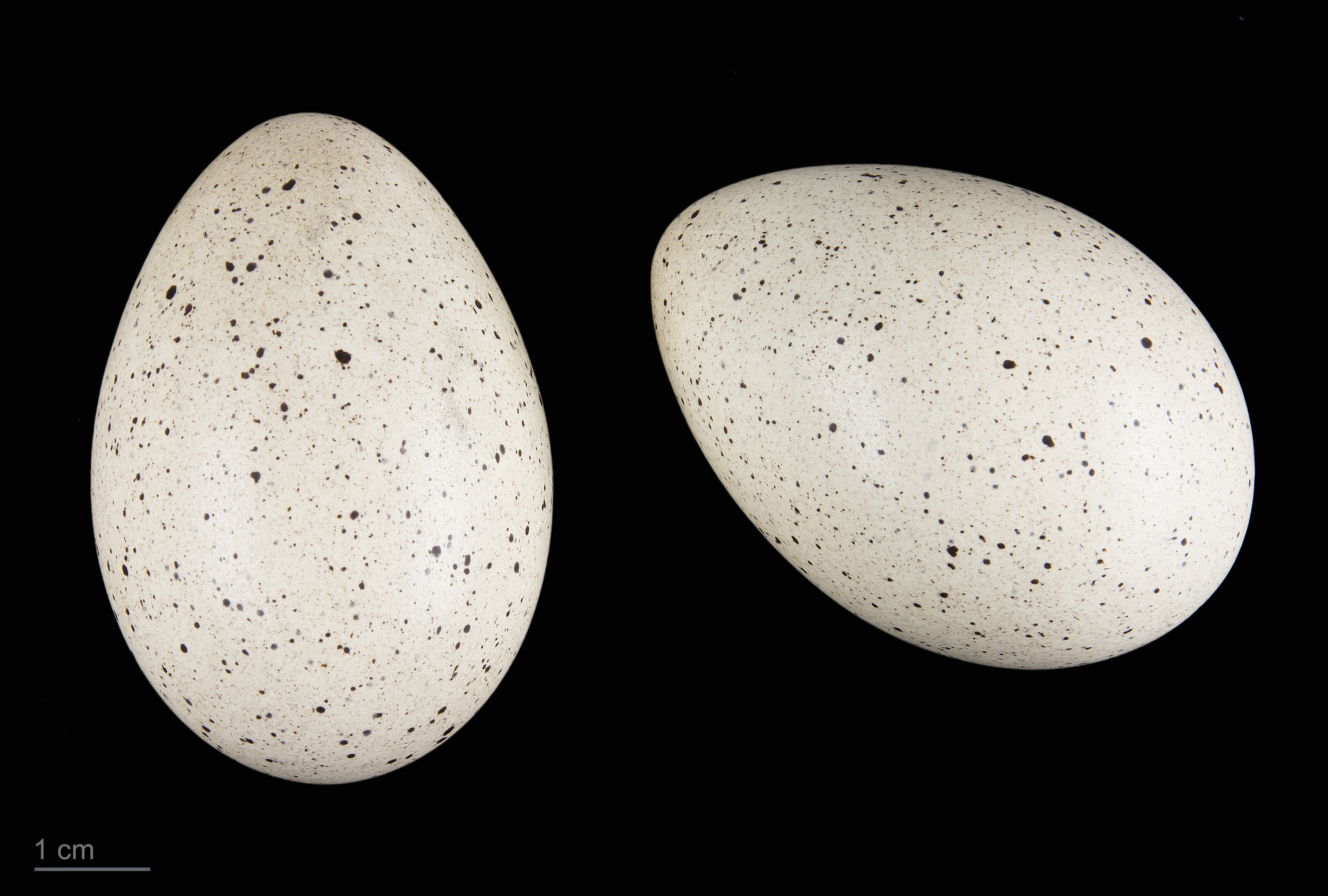
Jaja

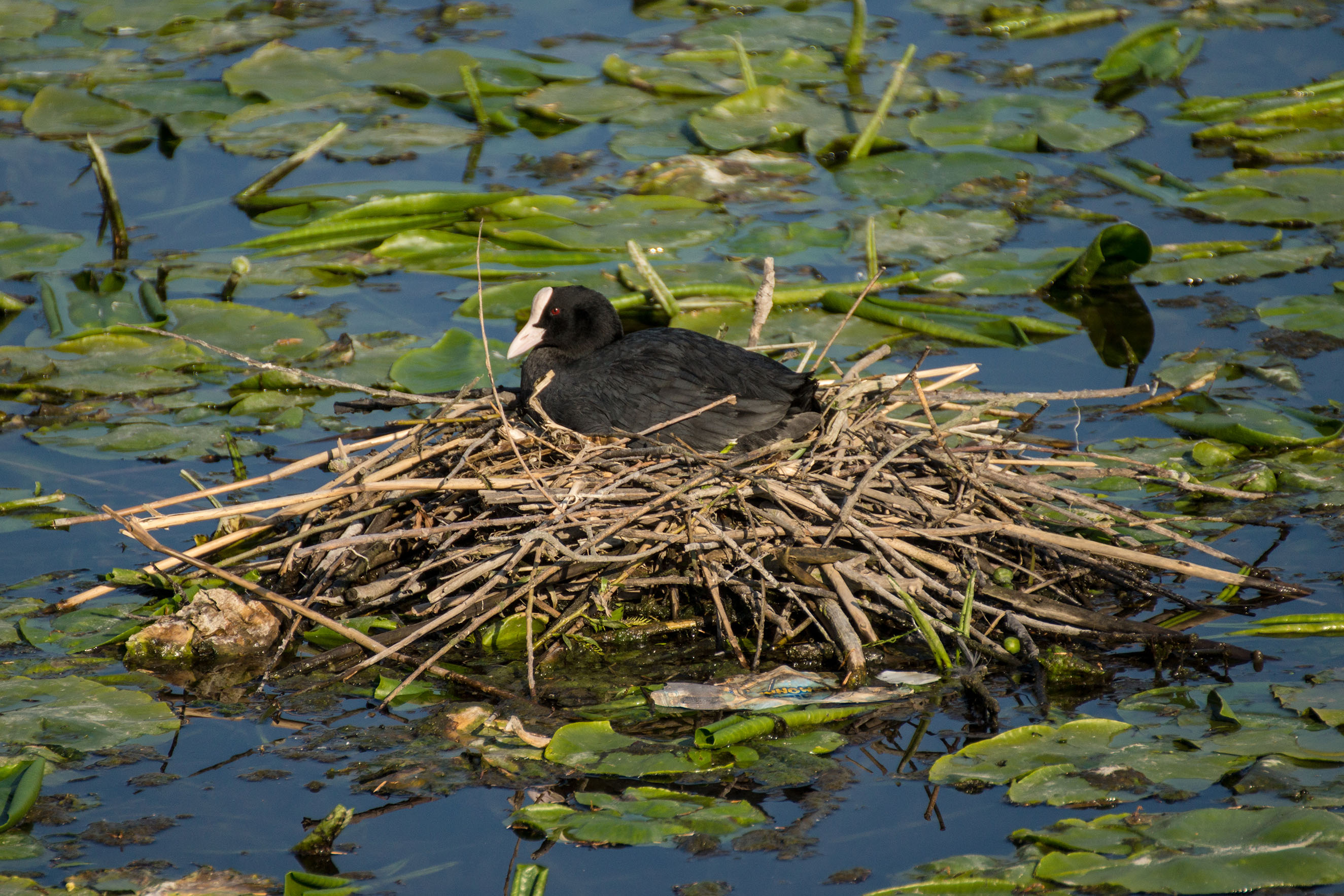
Łyska na gnieździe

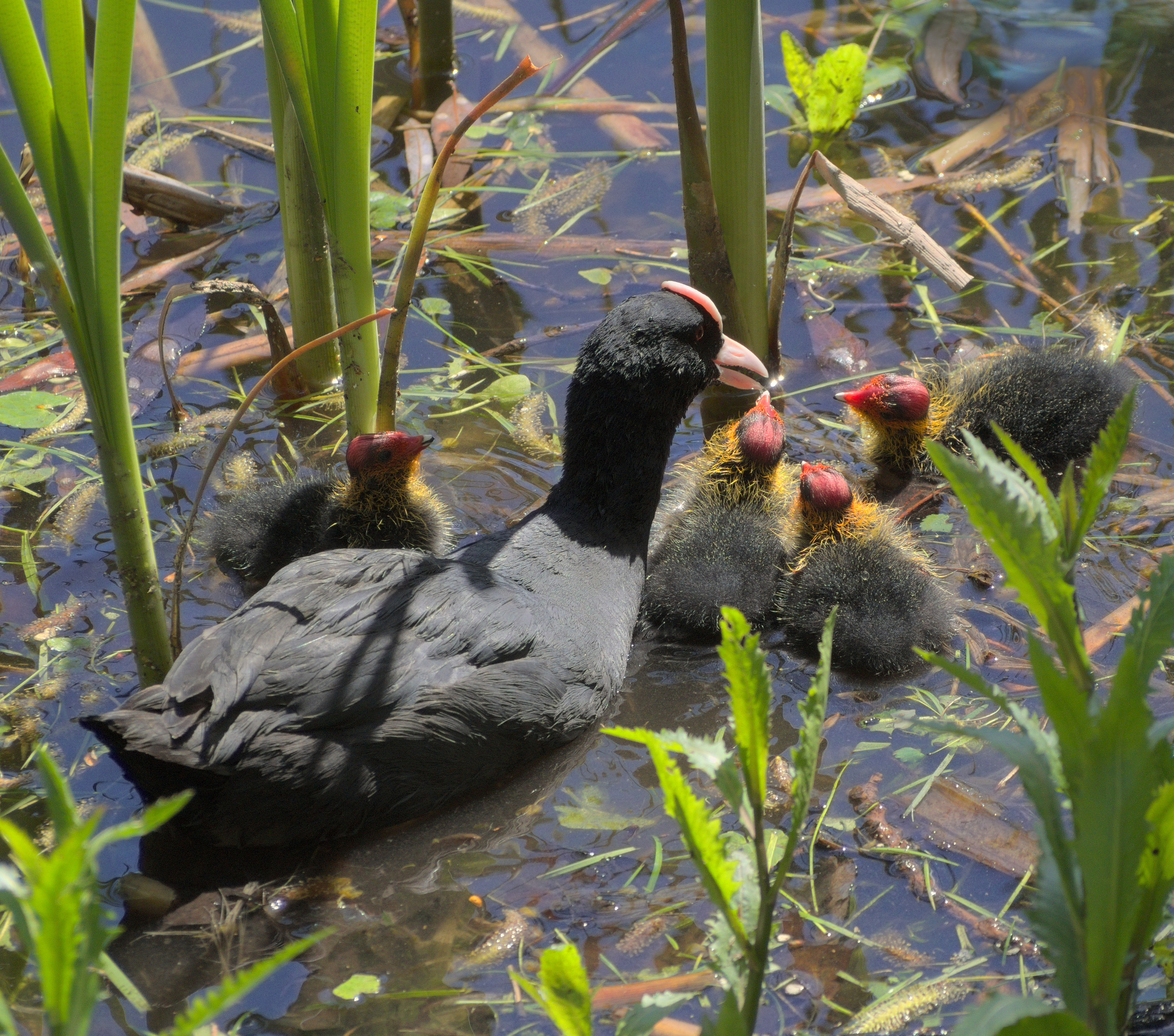
Łyska z młodymi

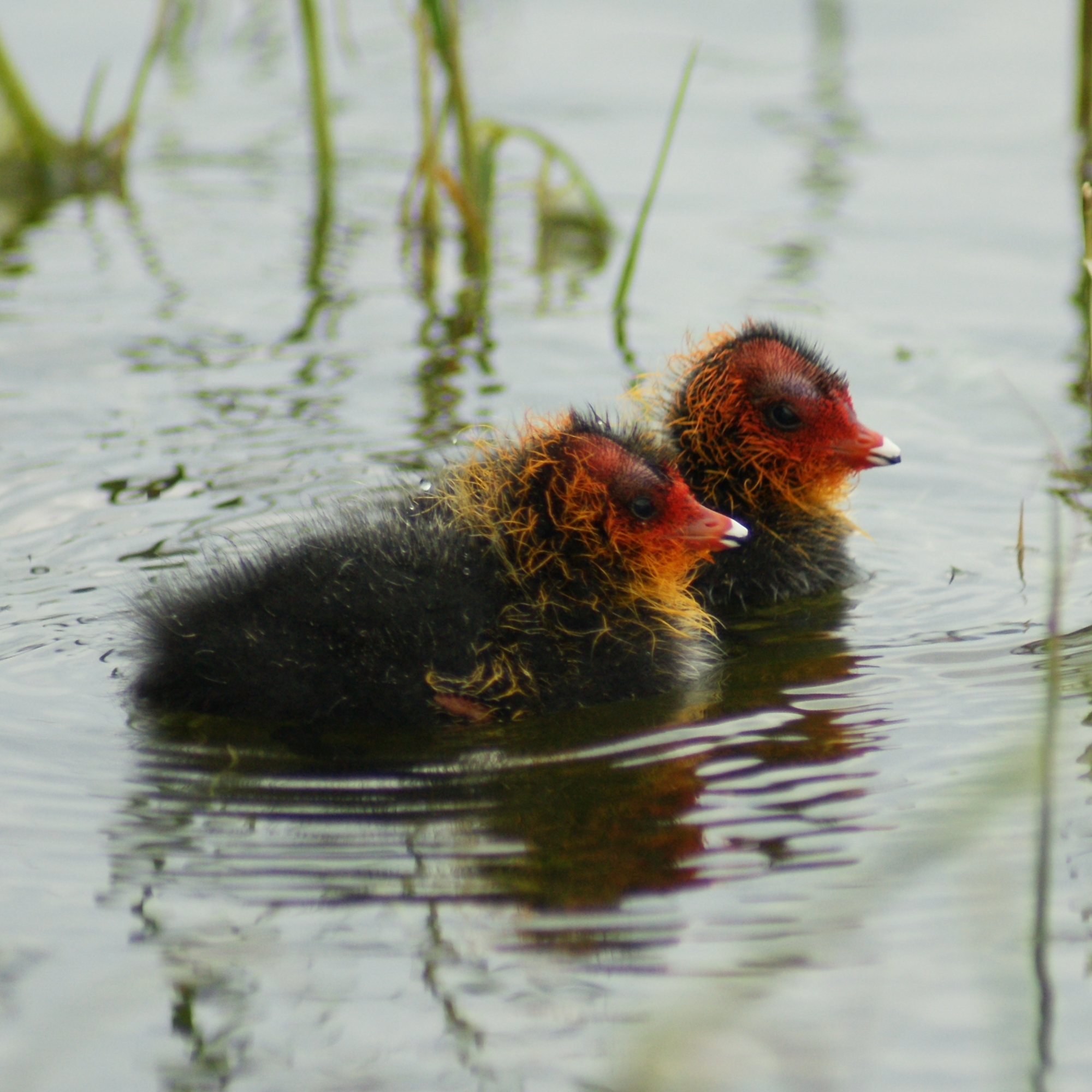
Para piskląt

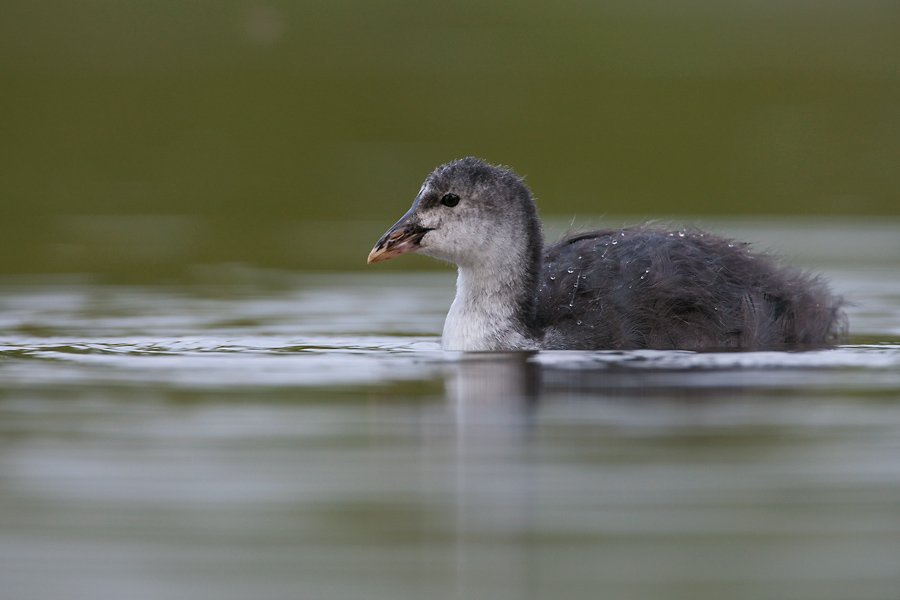
Młody osobnik

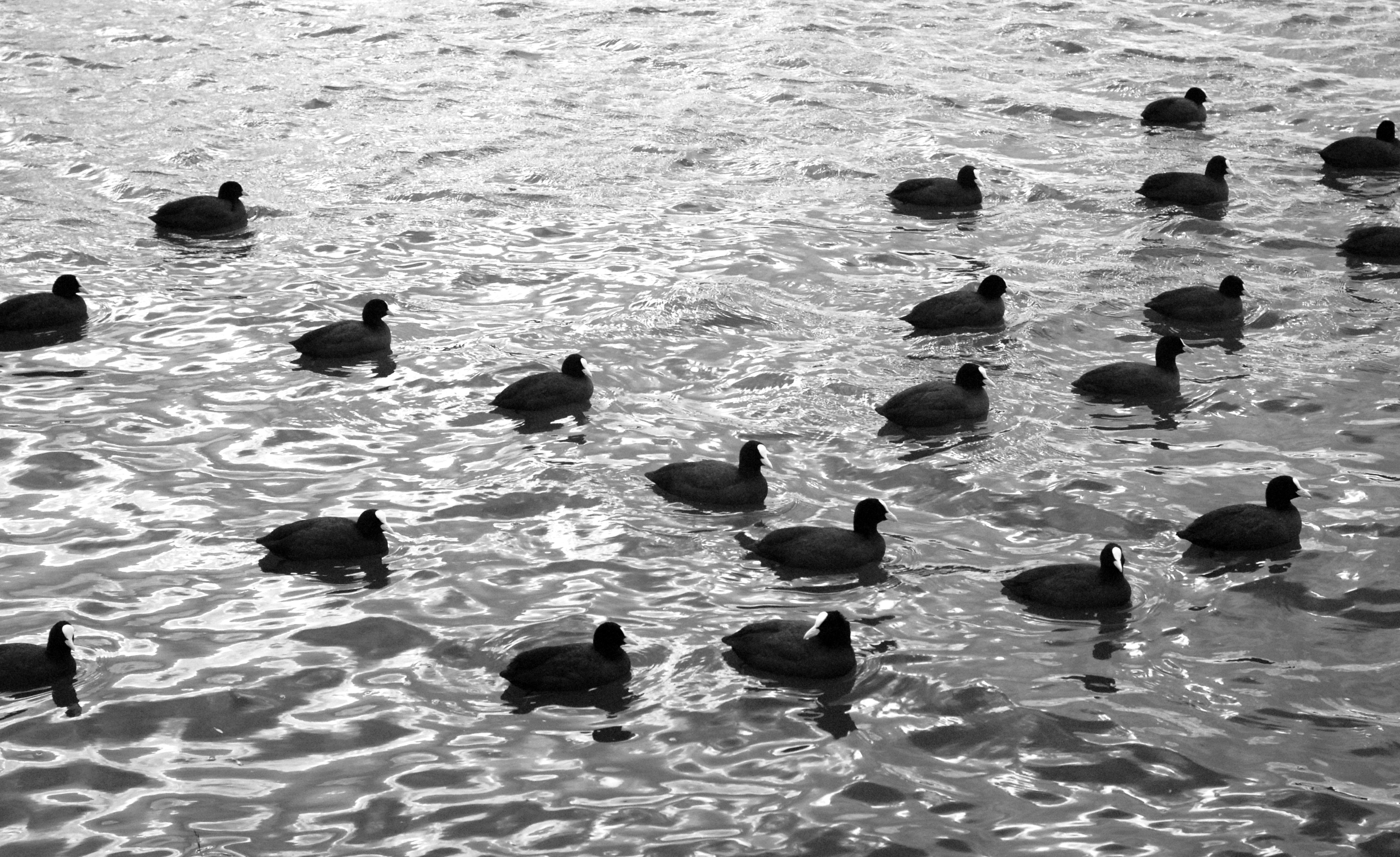
Łyski na Wiśle w Krakowie, Stopień Wodny „Dąbie”

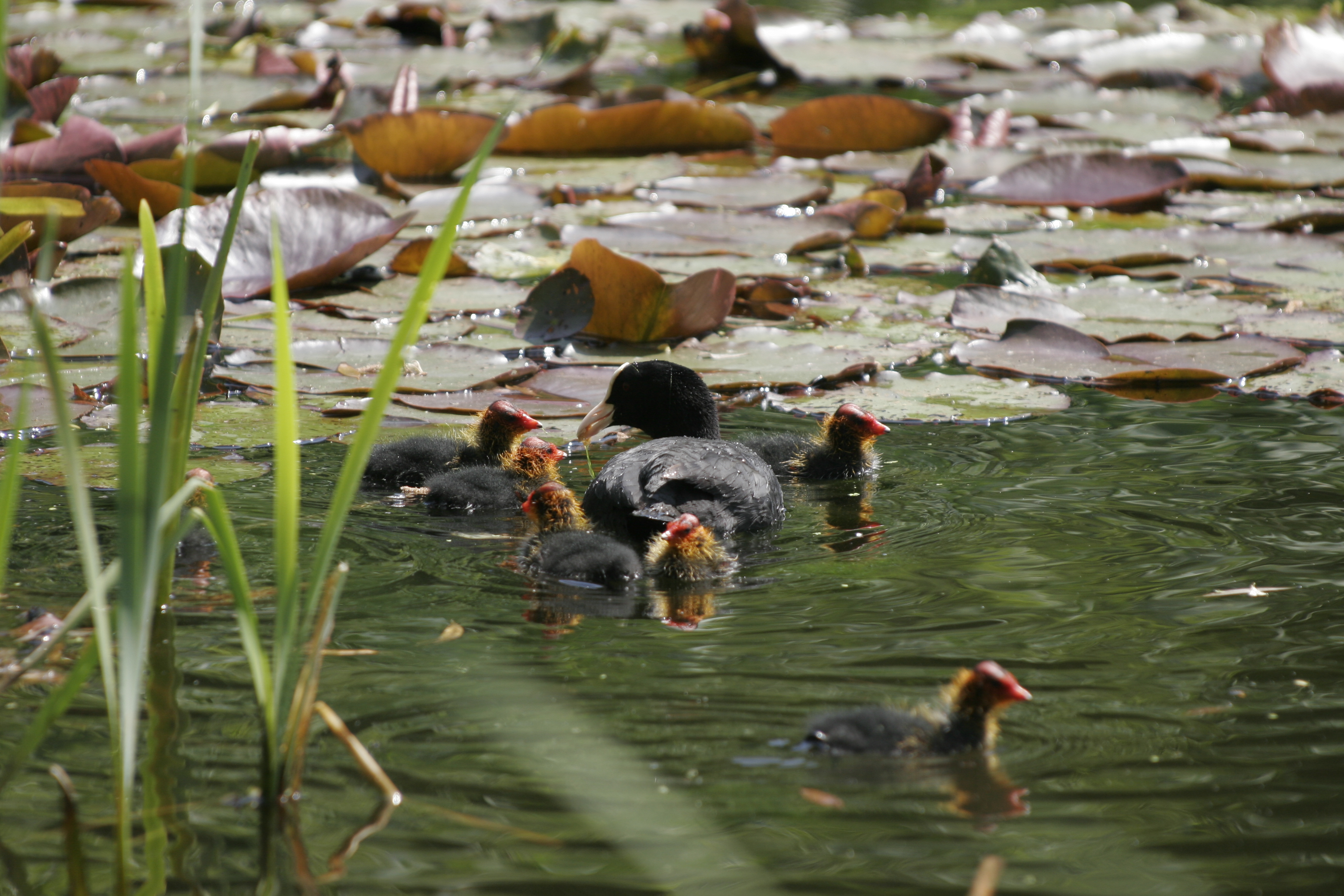
Łyska z pisklętami, Katowice 2007 r., staw Borki

BiotopSłodkie lub słonawe zbiorniki zarośnięte trzciną lub sitowiem z oczkami czystej wody, również niezamarzające rzeki.
GłosDorosłe samce wydają wysokie „kew” lub „kreuw”, a samice bezgłośne „tp”. Gdy są wzburzone, wydają wybuchowe „pix”.
TokiPo powrocie na lęgowiska w marcu porzuca życie towarzyskie. Pary, łączące się zimą, odchodzą w odosobnienie i stają się agresywne. Zaciekle bronią swojego terytorium, w walce o nie i o jego utrwalenie. Samiec atakuje wtedy obce łyski, biegnąc do nich na powierzchni i uderza w nie skrzydłami, aż się ich pozbędzie. Gdy cel jest osiągnięty, z podniesioną szyją krąży wokół samicy. Takie zachowanie utrwala więzi między partnerami.
GniazdoGniazdo znajdujące się na wodzie wśród roślin wodnych, na złamanych źdźbłach lub bezpośrednio na powierzchni, blisko otwartej wody, zakładane jest przez oboje rodziców. Samiec buduje również jedno lub dwa gniazda zapasowe w celu odpoczynku lub noclegu. To wysokie budowle złożone z gałęzi, suchych trzcin i innych roślin wodnych. Łyski wspinają się do środka po konstrukcji przypominającej mostek.
JajaJeden lub dwa lęgi w roku, w kwietniu–maju. W zniesieniu 6 do 15 szarożółtych jaj w czarne kropeczki. Najpierw samica znosi 1–2 jaja i zaczyna je wysiadywać, po czym przybywają kolejne jaja.
Okres lęgowyJaja wysiadywane są przez okres 22–24 dni przez obydwoje rodziców. Pisklęta opuszczają gniazdo zaraz po wykluciu, a samodzielność uzyskują po około 8 tygodniach. Na początku zajmują się nimi oboje rodzice, potem tylko samiec, bo samica zakłada drugi lęg. Młode z pierwszego lęgu opiekują się też młodszym rodzeństwem razem z rodzicami, a nawet je karmią.
Najdłużej żyjąca łyska, której wiek oznaczył człowiek, miała 18 lat.
PożywienieRośliny wodne jak rdestnice, moczarki, ramienice, kłącza trzcin – zarówno części zielone, jak i nasiona są głównie spożywane latem, a różnorodne zwierzęta wodne, szczególnie małże, jesienią i zimą. Z powierzchni wody wyskakuje na 40 cm, a nurkuje do 6,5 m. Znosi dobrze znaczne zmiany w diecie.

## Status i ochrona
Międzynarodowa Unia Ochrony Przyrody (IUCN) uznaje łyskę za gatunek najmniejszej troski (LC – Least Concern) nieprzerwanie od 1988 roku. Liczebność światowej populacji, według szacunków organizacji Wetlands International z 2016 roku, mieści się w przedziale około 7 950 000 – 9 750 000 osobników. Ogólny trend liczebności populacji uznawany jest za wzrostowy, choć niektóre populacje maleją, są stabilne, fluktuują bądź mają nieznany trend liczebności.
W Polsce gatunek łowny od 1 września do 31 grudnia. W latach 2013–2018 populację lęgową na terenie kraju szacowano na 30–60 tysięcy par, zaś populację zimującą na co najmniej 23 200 – 39 200 osobników. Ze względu na notowany od kilkudziesięciu lat szybki spadek liczebności krajowej populacji łyski, Polski Komitet Krajowy Międzynarodowej Unii Ochrony Przyrody (IUCN) w maju 2019 r. przyjął uchwałę wzywającą do objęcia jej ścisłą ochroną gatunkową. W ostatnich latach notowany jest jednak krótkoterminowy wzrost liczebności tego ptaka – w latach 2007–2018 populacja lęgowa szacunkowo wzrosła o około 61%; z tego też powodu na opublikowanej w 2020 roku Czerwonej liście ptaków Polski łyska sklasyfikowana została jako gatunek najmniejszej troski (LC).